# Walter Loppacher
Walter Loppacher (* 26. Mai 1883 in Herisau; † 23. Dezember 1964 in ebenda; heimatberechtigt in Teufen) war ein Schweizer Unternehmer aus Kanton Appenzell Ausserrhoden. 

## Leben
Walter Loppacher war ein Sohn von Johannes Loppacher, Sticker, und Anna Magdalena Meier. Im Jahr 1905 heiratete er Amalie Kellenberger, Tochter von Jakob Kellenberger, Landwirt. Eine zweite Ehe ging er 1917 mit Elise Frehner ein. Er arbeitete als Kaufmann in St. Gallen bis 1919. Anschliessend war er Teilhaber des Teppich- und Bodenbelag-Handelshauses Leuch in Herisau. Im Jahr 1928 übernahm er diesen Betrieb. Er leitete ihn bis 1952. Die Loppacher AG war noch 2006 ein führender Anbieter im schweizerischen Teppichgrosshandel. 
Von 1921 bis 1926 amtierte er als Gemeinderichter. Ab 1929 bis 1932 hatte er das Amt des Bezirksrichters und von 1932 bis 1940 dasjenige des Oberrichters inne. Von 1944 bis 1964 gehörte er dem Verwaltungsrat der Säntis-Schwebebahn an. Diesen präsidierte er von 1947 bis 1953. 